# 郑宛达哇
《郑宛达哇》是西藏达普寺活佛达普巴·罗桑丹白坚赞晚年所著的一部藏文小说，1797年9月10日在哲蚌寺写完。他的学生土官·却吉尼玛负责刊印。